# خالد الجبير
خالد بن عبدالعزيز الجبير المطرفي الهذلي ، (27 ديسمبر 1954-) داعية إسلامي، ورجل دين، وطبيب في جراحة القلب، ومفكر سعودي.

## السيرة الشخصية
الدكتور خالد بن عبدالعزيز الجبير المطرفي الهذلي من مواليد مدينة المجمعة من 1954م، تدرّج في التعليم حتى حصل على بكالوريوس الطب من جامعة القاهرة عام 1980، ثم حصل على الزمالة البريطانية عام 1987، وأصبح إستشاريا في جراحة القلب عام 1993، وقدّم العديد من الأبحاث في مجال جراحة القلب تجاوزت 35 بحثا نشرت في مجلات ومؤتمرات عالمية ومحلية.

## المؤهلات العلمية
- بكالريوس الطب من جامعة القاهرة عام 1980.
- الزمالة البريطانية عام 1987.
- استشاريا في جراحة القلب عام 1993.

## محاضراته وندواته
- الوقاية من أمراض القلوب.
- قلبي .. لماذا ؟ كيف ؟ متى ؟
- أمراض القلوب.
- قلوبنا و رمضان.
- أسباب منسية.
- قلوب مأسورة.
- صيام قلب.
- فضل الصف الأول.
- علاج السحر والعين.
- طعنة سيجارة!!
- قلبي والشيطان.
- قلبي كيف أسير.
- قلبي القرآن القرآن.
- قلبي رحمة ثم رحمة ورحمة.
- قلبي .. الشهر الشهر (في شهر رمضان).
- قلبي .. اليوم اليوم (في يوم من رمضان).
- القلب السليم.
- قلبي الآية الآية.
- أمراض القلوب المعنوية والحسية.
- رجعوا لله.
- قلبي .. إن وأن.
- ركعتين بس.
- أمك وأبيك.
- قلبي والقران.